# Valonne
Valonne – miejscowość i gmina we Francji, w regionie Burgundia-Franche-Comté, w departamencie Doubs.
Według danych na rok 1990 gminę zamieszkiwały 172 osoby, a gęstość zaludnienia wynosiła 21 osób/km² (wśród 1786 gmin Franche-Comté Valonne plasuje się na 572. miejscu pod względem liczby ludności, natomiast pod względem powierzchni na miejscu 550.).